# Cneu Domício Enobarbo (cônsul em 32)
Cneu Domício Enobarbo (em latim: Gnaeus Domitius Ahenobarbus; 11 de dezembro de 2 a.C.–janeiro de 41 (41 anos)) foi um político romano da gente Domícia ele cônsul em 32 primeiro com Lúcio Arrúncio Camilo Escriboniano e depois com Aulo Vitélio. Era o único filho de Lúcio Domício Enobarbo com Antônia Maior, sobrinha de Augusto e filha de Marco Antônio. Famoso principalmente por ter sido o pai biológico do futuro imperador Nero com Agripina, a Jovem.

## Ancestrais
Enobarbo tinha duas irmãs, Domícia Lépida, a Velha, e Domícia Lépida, a Jovem, mãe da imperatriz Messalina, a terceira esposa de Cláudio. Ele próprio era cunhado e primo de segundo grau de Calígula e primo por parte de mãe de Cláudio.

## Carreira
Com base na data de seu consulado, Enobarbo provavelmente teria nascido em 2 a.C.. Porém, para que ele tivesse idade suficiente para acompanhar Caio César em sua viagem pelas províncias orientais em 2, sua data de nascimento deve ter sido por volta de 20 a.C., uma discrepância até o momento irreconciliável. 
Suetônio, em "Vidas dos Doze Césares", o descreve como uma pessoa "desprezível e desonesta" e conta que, ainda jovem, Enobarbo serviu na comitiva que acompanhou Caio César, filho de Marco Vipsânio Agripa e Júlia, a filha de Augusto, pelo oriente. Ele reforçou sua amizade com ele assassinando um liberto por ter se recusado a beber o quanto lhe havia sido ordenado. Na Via Ápia, ele teria atropelado propositadamente uma criança que estava brincando com sua boneca e, no Fórum, Enobarbo teria supostamente arrancado o olho de um equestre que o havia criticado abertamente. Gaius Stern afirma que a expedição oriental referida por Suetônio é a de Germânico (17 a 19) e não a de Caio César, mantendo a data de nascimento em 2 a.C.
Enobarbo também enganou credores e comerciantes para não pagar o que devia. Quando ele foi pretor, ele simplesmente retinha para si o prêmio devido aos cavaleiros vencedores em corridas de carruagens. Ele também era conhecido por sua brutalidade com as mulheres. Depois de seu consulado, em 32, o imperador Tibério o acusou de traição, adultério com uma nobre romana e incesto com sua irmã, mas a morte do imperador em 37 e a ascensão de Calígula o salvaram. 
Cneu Domício Enobarbo morreu de edema em Pirgos, uma antiga cidade etrusca, em janeiro de 41. Em seu testamento, Nero herdou um terço de suas propriedades, mas Calígula, que também havia sido mencionado no testamento, confiscou a parte do garoto e baniu Agripina; só quando Cláudio se tornou imperador a sua herança lhe foi restaurada.

## Família
Domício se casou com sua prima de segundo grau Agripina, irmã de Calígula, depois do décimo-terceiro aniversário dela em 28, um casamento ordenado por Tibério e celebrado em Roma. Seu filho, Lúcio Domício Enobarbo, conhecido mais tarde apenas como Nero, nasceu em 15 de dezembro de 37 em Âncio, onde o casal morava. Segundo Suetônio, quando Domício foi parabenizado por seus amigos pelo nascimento de seu filho, ele respondeu que qualquer criança nascida dele e de Agripina teria que ter uma natureza detestável e tornar-se-ia um perigo público, o que se tornou realidade na segunda metade do reinado de Nero. Quando ele castrou um garoto chamado Esporo e o tomou por "esposa", Suetônio citou um romano da época que teria dito que o mundo seria melhor se o pai de Nero tivesse se casado com alguém parecido com um garoto castrado.

## Legado
Durante sua vida, Enobarbo não gozava de boa reputação. Ele foi acusado de ter sido cúmplice de Albucila nos crimes de adultério e assassinato e também de incesto com sua irmã e só escapou da execução por que Tibério morreu antes. Agripina, sua viúva, se casou depois com o tio dela, já viúvo, o imperador Cláudio e Lúcio acabou sendo adotado por ele como "Nero Cláudio César Druso Germânico". Quando Cláudio morreu, em 13 de outubro de 54, Nero o sucedeu. Ele exaltou a memória de seu pai e o Senado Romano determinou a construção de uma estátua para ele em 55.